# Büste eines Mannes mit Halsberge und gefiedertem Barett
Die Büste eines Mannes mit Halsberge und gefiedertem Barett ist ein Ölgemälde des niederländischen Malers Rembrandt van Rijn. Das Werk ist als Hochformat auf Eichenholz ausgeführt und wurde als frühestes erhaltenes Porträt von Rembrandt um 1626 gemalt. Es steht stilistisch in engem Zusammenhang mit Rembrandts übrigem Frühwerk. Nach Spekulationen über die Identität des porträtierten Mannes überwiegt heute die Auffassung, dass es sich bei dem Bild um eines von Rembrandts zahlreichen Tronies handelt.

## Beschreibung
Das Gemälde zeigt einen nach links gewandten Mann mittleren Alters mit nicht ganz zu den Schultern reichenden braunen Locken und einem dünnen Oberlippenbart, der den Kopf wendet und über seine linke Schulter in Richtung des Betrachters schaut. Er trägt über einer gelbbraunen ledernen Jacke einen lachsroten Umhang, dessen blaues Futter als schmaler Streifen sichtbar ist. Er trägt eine eiserne Halsberge und eine olivgrüne Schärpe, die von der rechten Schulter unter dem Umhang zur linken Hüfte verläuft. Der linke Arm ist von dem Umhang bedeckt, zwischen dem rechten Arm und dem Oberkörper des Mannes schaut der Griff eines Degen oder eines Streitkolbens hervor. Die Kopfbedeckung ist ein ringsum am Rand eingekerbtes blaugraues Samtbarett mit je einer großen weißen und grünen Feder geschmückt. Durch das von links oben einfallende Licht wirft das Barett einen Schatten über das rechte Auge des Mannes, während die linke Gesichtshälfte ausgeleuchtet wird. Im Hintergrund ist rissiges graues Mauerwerk dargestellt, darauf befindet sich rechts neben dem Barett die Signatur RH. v Rin. Diese Signatur ist ungewöhnlich und wurde ohne Zweifel nachträglich von fremder Hand zugefügt.
Obgleich das Bild als Porträt einer einzelnen Person in Rembrandts Frühwerk einzigartig ist, sind eine Reihe von Parallelen zu anderen Werken des jungen Rembrandt erkennbar, die in der Summe jeden Zweifel an der Authentizität des Gemäldes beseitigt haben. So weist das linke Auge des Porträtierten eine ungewöhnliche quer sichelförmige Reflexion auf, die sich auch in Rembrandts Historiengemälde mit Selbstporträt des Malers in den Augen des Sekretärs, bei dem zweiten knienden Mann und bei dem Mann mit erhobener Schwurhand findet. Diese beiden Gemälde haben auch mehrere Eigenheiten in der Kleidung der abgebildeten Figuren gemeinsam, so das Barett mit eingekerbtem Rand und zwei verschiedenfarbigen Federn. Die Art und Weise, in der der Oberlippenbart und die Bartstoppeln in die Farbe gekratzt wurden entspricht dem Vorgehen im Berliner Geldwechsler von 1627. Der starke Lichteinfall und der durch ihn verursachte Schlagschatten erinnern an Die Steinigung des heiligen Stephanus und die Musizierende Gesellschaft.

Frühe Gemälde Rembrandts
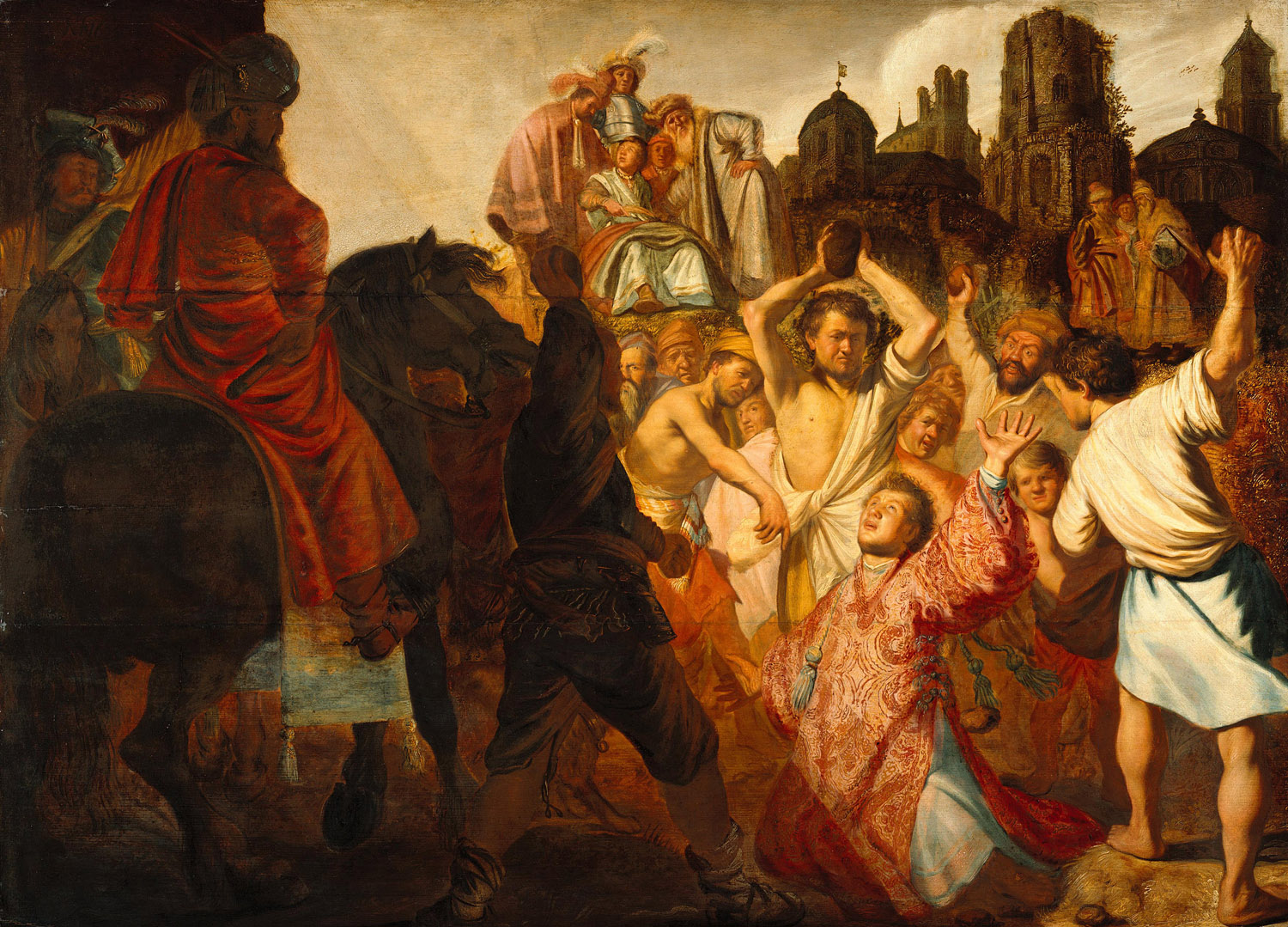
Die Steinigung des heiligen Stephanus, Öl auf Eichenholz, 89,5 × 123,6 cm, 1625, Musée des Beaux-Arts, Lyon
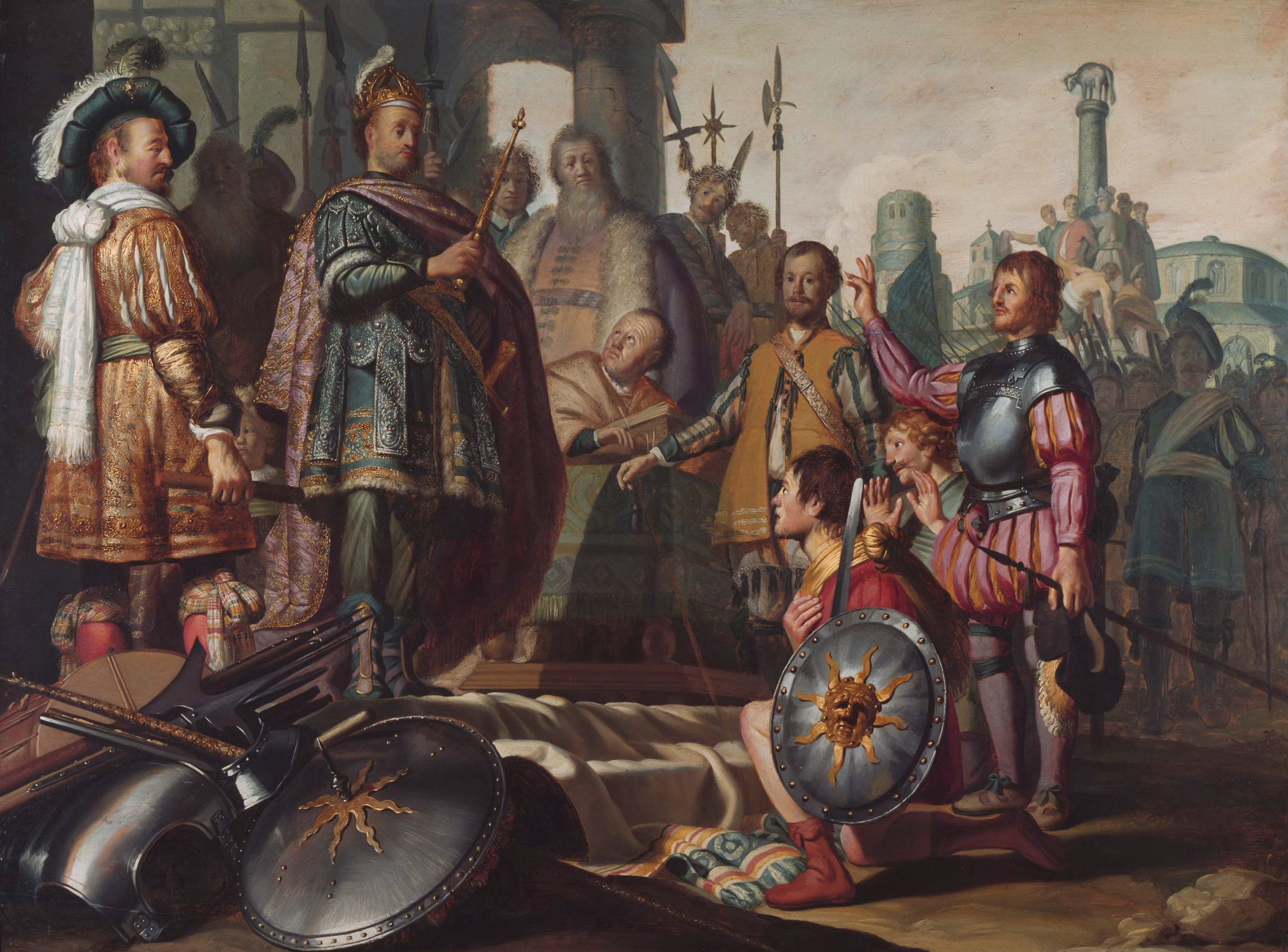
Historiengemälde mit Selbstporträt des Malers (evtl. Palamedes vor Agamemnon), Öl auf Holz, 90,1 × 121,3 cm, 1626, Museum De Lakenhal, Leiden
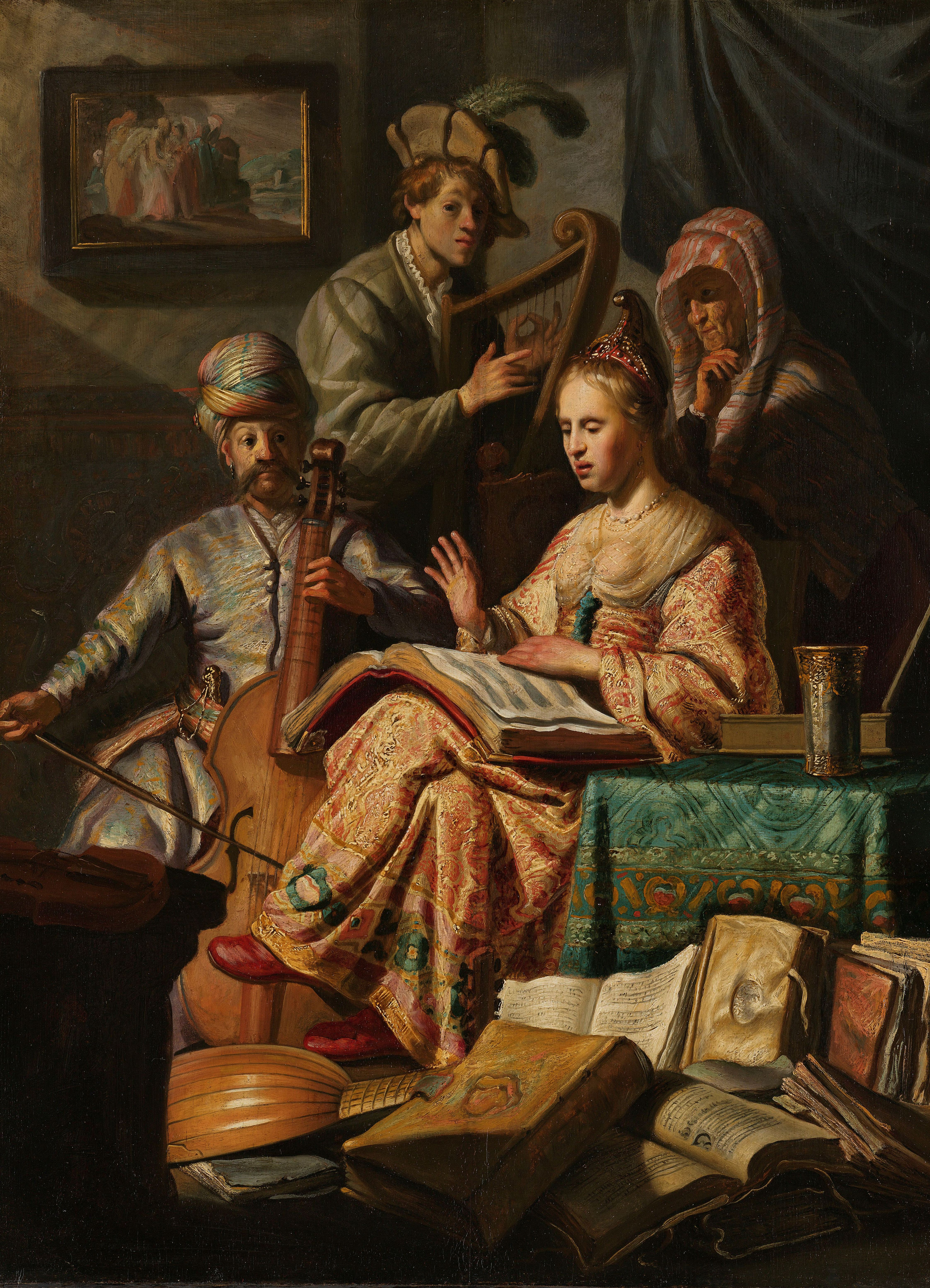
Musizierende Gesellschaft, Öl auf Holz, 63,4 × 47,6 cm, 1626, Rijksmuseum Amsterdam
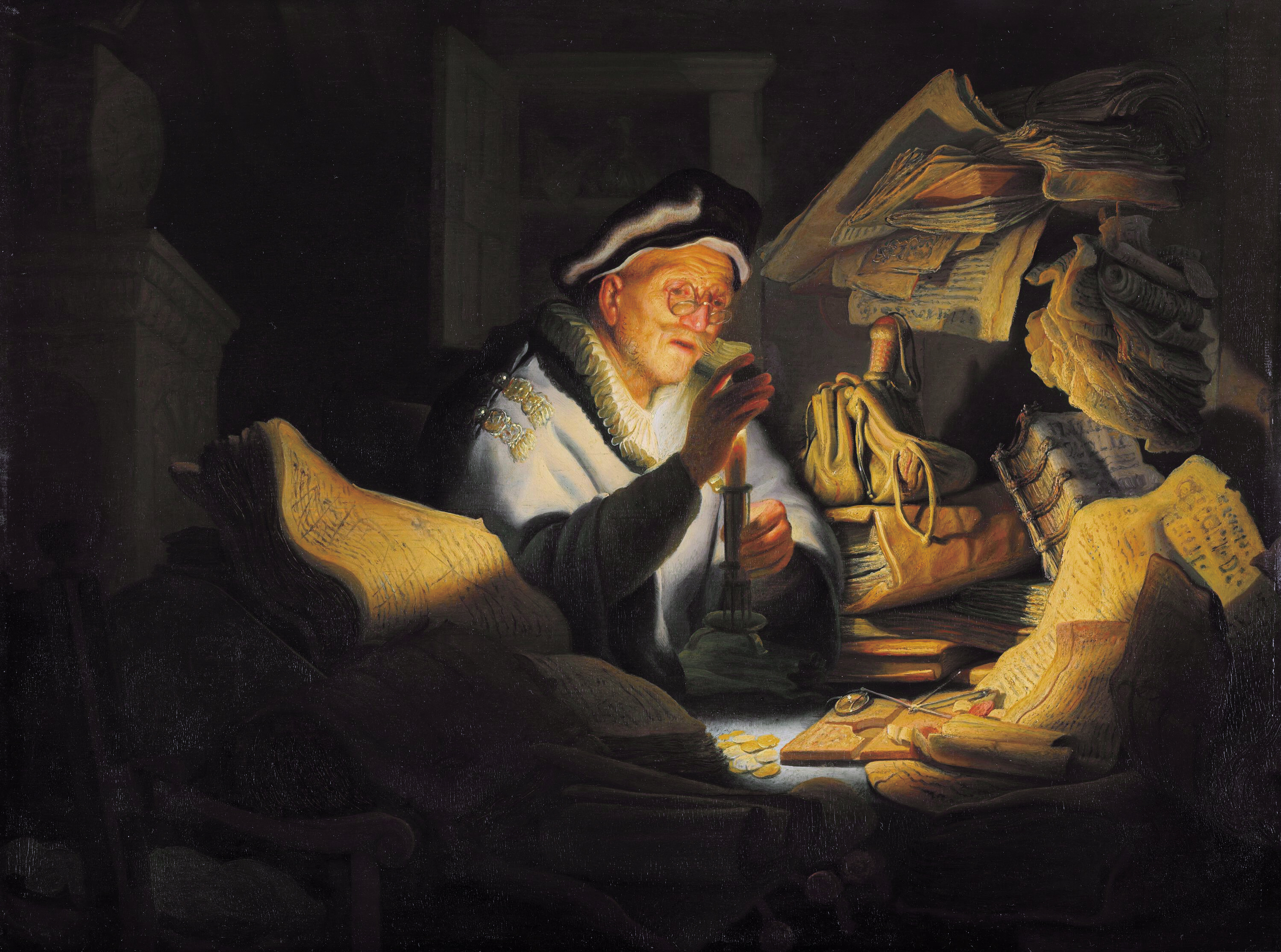
Der Geldwechsler, Öl auf Holz, 31,9 × 42,5 cm, 1627, Gemäldegalerie, Berlin
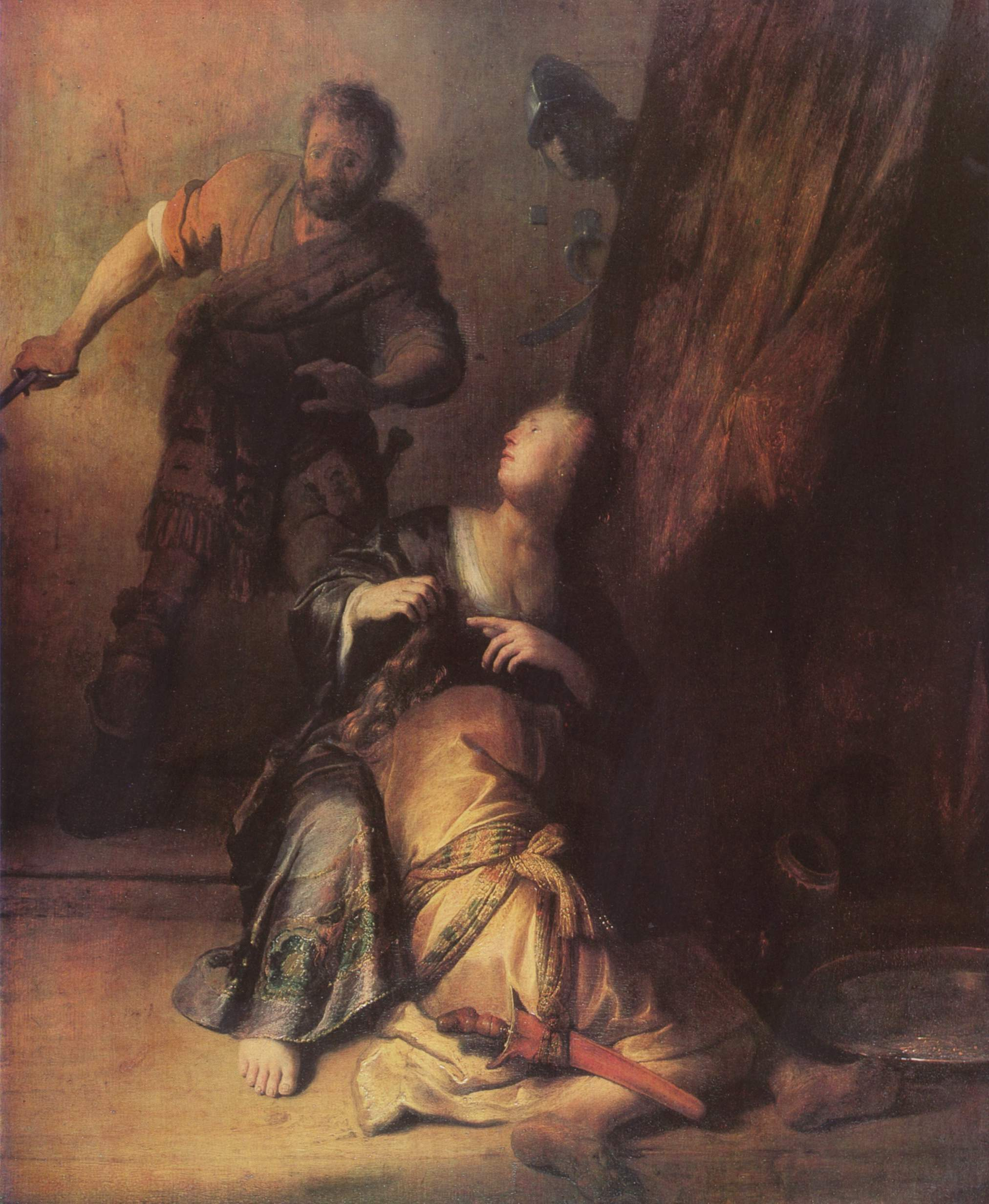
Samson und Delilah, Öl auf Holz, 61,3 × 50,1 cm, 1629/1630, Gemäldegalerie, Berlin

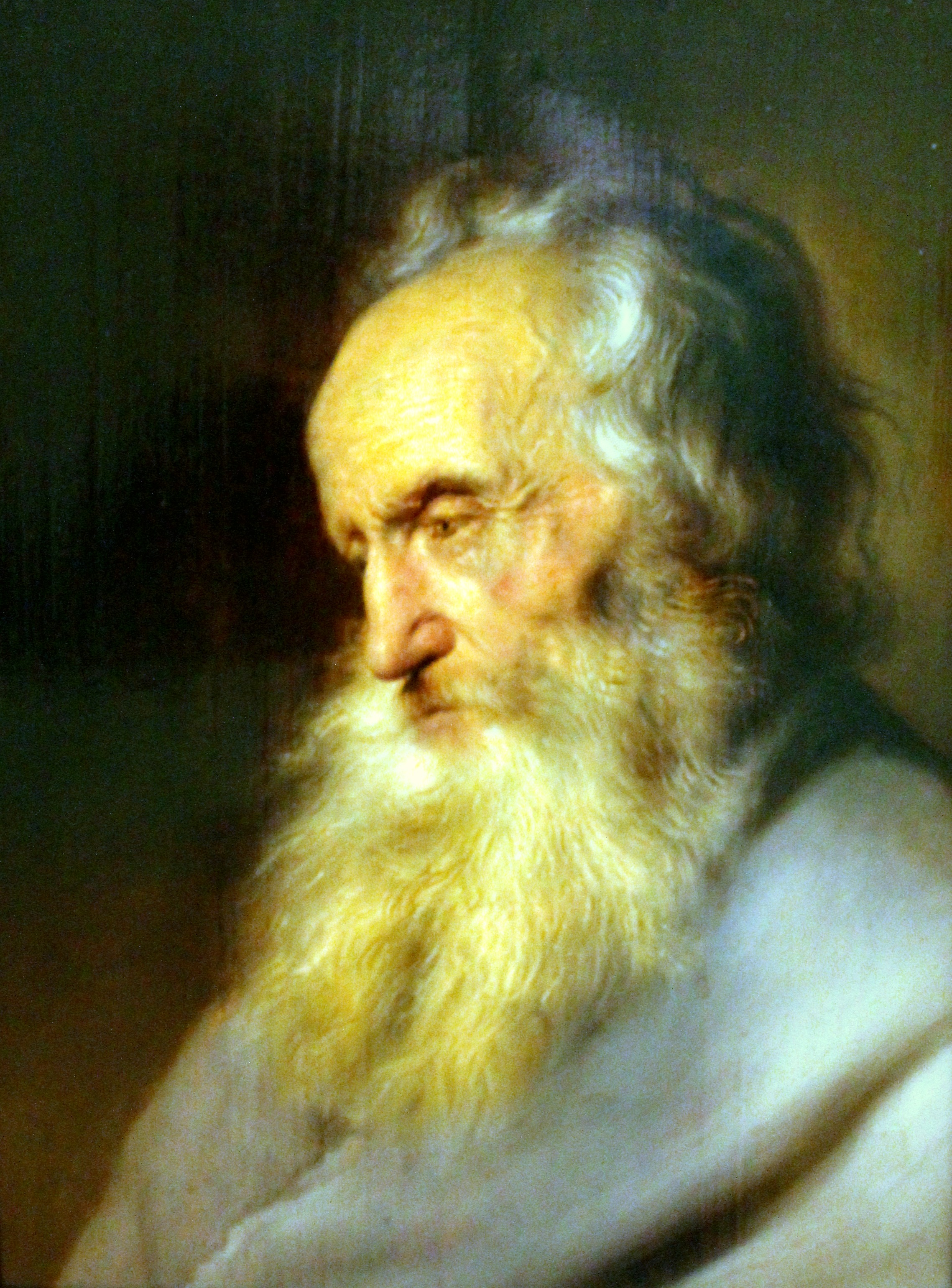
Büste eines alten Mannes, Jan Lievens, Öl auf Holz, 53 × 40,5 cm, 1624, Museum der bildenden Künste, Leipzig

Das Gemälde hat das Format 39,8 × 29,4 cm und ist mit Ölfarbe auf Eichenholz mit senkrechter Maserung gemalt. Die Unterlage besteht aus einem einzelnen Brett von rechts neun Millimeter und links drei Millimeter Stärke. Links unten ist ein Stück von 2,6 × 29,4 cm ergänzt worden, an der Oberkante befindet sich etwa drei Zentimeter vom linken Rand entfernt ein etwa acht Zentimeter langer Riss. An der Ober- und Unterkante befinden sich jeweils einige Löcher, möglicherweise Nagellöcher, von denen einige durchgehen und in deren Umgebung etwas Farbe und Firnis fehlt. Unterhalb des Gemäldes befindet sich eine übermalte frühere Darstellung, die auf einer Röntgenaufnahme als das Porträt eines nach links schauenden kahlköpfigen und bärtigen Greises mit geneigtem Haupt erkannt wurde. Es ist nicht festzustellen, ob es sich dabei um ein Gemälde von der Hand Rembrandts oder das Werk eines anderen Malers handelte. Der Stil des übermalten Porträts erinnert an Porträts alter Männer von Jan Lievens, beispielsweise die Büste eines alten Mannes im Museum der bildenden Künste in Leipzig. Es wurde darüber spekuliert, Rembrandt könne das Porträt über ein verworfenes Bild Lievens’ gemalt haben. Dafür gibt es keinen Beweis, es ist aber nicht auszuschließen. Für Rembrandts Simson und Delila in der Gemäldegalerie in Berlin wurde festgestellt, dass das Holz für ein Selbstporträt von Jan Lievens von demselben Baum stammt. Offenbar wurden, anders als beim Baseler David übergibt Goliaths Haupt dem König Saul oder bei der Berliner Minerva, keine Versuche unternommen, die alte Farbschicht zu entfernen. Daher ist die Grundierung nicht erkennbar, und auf dem Mann mit Halsberge ist an mehreren Stellen das Relief des alten Farbauftrags zu erkennen.
Das Bild befindet sich in einem recht guten Zustand, der allerdings durch eine Vielzahl von Retuschierungen beeinträchtigt wird. Diese wurden teilweise unternommen, um aufgetretene Farbverluste zu beheben, teilweise wurde mit ihnen dem Durchscheinen von Teilen des übermalten ursprünglichen Bildes entgegengewirkt.

## Hintergrund
1620 begann Rembrandt eine dreieinhalbjährige Ausbildung bei Jacob Isaacsz. van Swanenburgh in Leiden, der für seine Darstellungen der Hölle bekannt ist und Rembrandt möglicherweise die Wirkung des Lichts nahebrachte. 1624 ging Rembrandt nach Amsterdam und lernte ein halbes Jahr lang bei Pieter Lastman. Rembrandts früheste bekannte Arbeiten sind der fünfteilige Zyklus Die fünf Sinne und Christus vertreibt die Geldwechsler aus dem Tempel, gefolgt von mehreren religiösen und Historienbildern. Die Büste eines Mannes mit Halsberge und gefiedertem Barett ist das früheste von Rembrandt überlieferte Bildnis einer einzelnen Person. Zugleich ist sie der Prototyp für zahlreiche weitere Porträts und Tronies, die Rembrandt in den folgenden mehr als vierzig Jahren malte und in denen die im Halbprofil dargestellten Modelle sich dem Betrachter zuwenden.

## Rezeption
Die ersten Veröffentlichungen über das Gemälde waren ein Katalog und ein Artikel in einer Kunstzeitschrift über die Ausstellung von Gemälden aus dem Schloss Rechnitz, die 1930 bis 1931 in der Neuen Pinakothek in München stattfand. Im 1936 erschienenen Werkverzeichnis von Abraham Bredius wird das Gemälde mit der Nr. 132 als authentisch aufgeführt. Als Besitzer wird im Bildteil Baron Thyssen-Bornemisza Schloss Rechnitz angegeben, im Anmerkungsteil heißt es hingegen, das Bild stamme aus einer Brüsseler Privatsammlung. Auch Kurt Bauch führte das Gemälde 1966 mit der Nr. 109 als authentisch auf. Horst Gerson vergab 1968 in seinem eigenen Werkverzeichnis die Nr. 28 und behielt in seiner Überarbeitung des Verzeichnis von Bredius die Nr. 132 bei. Auch die Mitarbeiter des Rembrandt Research Project (RRP) betrachteten das Werk 1982 im ersten Band ihres Corpus of Rembrandt Paintings als authentisch und gaben ihm die Nr. A 8. Christian Tümpel folgte 1986 und vergab die Nr. 126. Im sechsten Band des Corpus erhielt es 2015 die Nr. 6.
In seiner Monografie über das Frühwerk Rembrandts spekulierte Kurt Bauch, es könne sich bei der abgebildeten Person um Rembrandts Bruder Adriaen handeln. Das wurde in der Fachwelt als unbegründet verworfen. Heute ist die Überzeugung vorherrschend, dass die Kleidung der Figur nicht zu einem zeitgenössischen niederländischen Soldaten passt und auch der für die damalige Zeit exotische Oberlippenbart für ein frühes Tronie spricht. Unbestreitbat ist, dass das Porträt nach einem lebenden Modell gemalt wurde. Was die Ausstattung betrifft, wurde auf zeitgenössische Abbilder der Figur Il Capitano aus der italienischen Commedia dell’arte als mögliche Vorbilder hingewiesen. Andere Autoren verweisen auf deutsche Holzschnitte des 16. Jahrhunderts, die Landsknechte und Reisläufer in extravaganten Kostümen zeigen. Rembrandt hat 1656 solche Holzschnitte besessen, und sie können ihm schon in der Jugend bekannt gewesen sein.

## Kopie
In einer Privatsammlung in den Vereinigten Staaten befindet sich eine Kopie in Öl auf Holz mit dem Format 39,5 × 33 cm. Diese Kopie wurde am 25. Mai 1952 als Los 148 von Christie’s in London versteigert, seinerzeit wurde sie als ein Gemälde von Willem de Poorter angesehen. Nach der Versteigerung wurde das Gemälde von Wilhelm Reinhold Valentiner als Original Rembrandts identifiziert. Diese Ansicht blieb aber eine Einzelmeinung und wurde vom Rembrandt Research Project widerlegt. Das Bild gelangte zunächst in den Besitz des New Yorker Kunsthändlers Mortimer Brandt und erschien im März 1954 als Farbabbildung auf dem Cover der US-amerikanischen Zeitschrift The Connoisseur. Aufgrund der Pinselführung und der Qualität insgesamt wird die Kopie als freie Nachahmung betrachtet, deren Maler in keiner Beziehung zu Rembrandt oder seiner Werkstatt stand.

## Provenienz
Einem Gutachten von Cornelis Hofstede de Groot zufolge, das er im Februar 1929 für Jacques Goudstikker erstellt hatte, befand sich das Porträt früher im Besitz von Leo Nardus und nach dessen Auswanderung nach Tunesien bei dem niederländischen Kunsthändler Arnold van Buuren. Dieser verkaufte es an seine Kollegen Böhler & Goudstikker. 1930 bis 1937 ist es im Bestand der Sammlung von Heinrich Baron Thyssen-Bornemisza auf Schloss Rechnitz nachgewiesen (in zeitgenössischer Literatur wird es auch als Schloss Rohoncz bezeichnet). Thyssen nahm das Gemälde nach Lugano in die Villa Favorita mit und vererbte es 1947 an seine Tochter Margit von Batthyány. Vor 1954  gelangte das Gemälde in den Besitz des Schweizer Sammlers J. H. van Stratum.
Am 29. März 1974 wurde das Gemälde im Auftrag van Stratums bei einer Auktion von Christie’s in London angeboten, blieb aber unverkauft. Im Jahr 2000 wurde es als Leihgabe der New Yorker Sammler Herman und Lila Shickman im Mauritshuis in Den Haag ausgestellt. Später gelangte es in den Besitz des niederländischen Kunsthändlers Robert Noortman. Im April 2002 wurde es von dem belgischen Ehepaar Pieter und Olga Dreesmann gekauft.
Am 3. Juli 2012 wurde das Gemälde mit weiteren Bildern der Sammlung Dreesmann als deren Spitzenstück bei Christie’s in London versteigert. Der Schätzpreis belief sich auf acht bis zwölf Millionen britische Pfund. Der Zuschlag erfolgte bei 7,5 Millionen Pfund (9,32 Millionen Euro), das entsprach einschließlich Aufgeld einem Preis von 8,44 Millionen Pfund (10,5 Millionen Euro).

## Ausstellungen (chronologisch)
- Neue Pinakothek, München, Deutschland. Ausstellung Sammlung Schloss Rohoncz. Gemälde, 1930 bis 1931
- Museum De Lakenhal, Leiden, Niederlande. Ausstellung Rembrandt als Leermeester, 1. Juni bis 1. September 1956
- Kunstmuseum Basel, Schweiz. Ausstellung Im Lichte Hollands. Holländische Malerei des 17. Jahrhunderts aus des Sammlungen des Fürsten von Liechtenstein und aus Schweizer Besitz, 14. Juli bis 27. September 1987
- National Gallery of Victoria, Melbourne, Australien. Ausstellung Rembrandt: A Genius and his Impact, 1. Oktober bis 17. Dezember 1997
- National Gallery of Australia, Canberra, Australien. Ausstellung Rembrandt: A Genius and his Impact, 17. Dezember 1997 bis 15. Februar 1998
- Mauritshuis, Den Haag, Niederlande. Ausstellung Zomerpresentatie: Ontmoetingen in het Mauritshuis / Summer Presentation: Face to Face at the Mauritshuis, 15. April bis 10. September 2000
- Gemäldegalerie Alte Meister, Kassel, Deutschland. Ausstellung Der junge Rembrandt. Rätsel um seine Anfänge, 3. November 2001 bis 27. Januar 2002
- Rembrandthuis, Amsterdam, Niederlande. Ausstellung Het mysterie van de jonge Rembrandt, 20. Februar bis 26. Mai 2002
- Städelsches Kunstinstitut, Frankfurt am Main, Deutschland. Ausstellung Rembrandt Rembrandt, 1. Februar bis 11. Mai 2003
- Graphische Sammlung Albertina, Wien, Österreich. Ausstellung Rembrandt, 26. März bis 27. Juni 2004
- Van Gogh Museum, Amsterdam, Niederlande. Ausstellung Rembrandt - Caravaggio, 24. Februar bis 18. Juni 2006